# 29565 Glenngould
29565 Glenngould este un asteroid din centura principală de asteroizi.

## Descriere
29565 Glenngould este un asteroid din centura principală de asteroizi. A fost descoperit pe 17 martie 1998 aux Tardieux, dans les Alpes-de-Haute-Provence de Michel Bœuf. Asteroidul prezintă o orbită caracterizată de o semiaxă mare de 3,02 ua, o excentricitate de 0,23 și o înclinație de 2,3° în raport cu ecliptica.